# Gabe Newell
Gabe Logan Newell ps. Gaben (ur. 3 listopada 1962) – amerykański projektant gier komputerowych, współzałożyciel i dyrektor Valve Software.

## Życiorys
Newell przez 13 lat pracował w przedsiębiorstwie Microsoft. Po odejściu założył Valve Software w 1996 wraz z Mikiem Harringtonem i innym byłym pracownikiem Microsoftu. Razem z Harringtonem sfinansowali produkcję gry Half-Life. Oprócz roli przedstawiciela przedsiębiorstwa, Newell udziela odpowiedzi na pytania na temat projektów Valve zadawanych drogą e-mailową. Jest współtwórcą gry Counter-Strike: Global Offensive (obecnie znanej jako Counter-Strike 2) oraz pomysłodawcą platformy dystrybucji cyfrowej Steam. W marcu 2012 roku Newell znalazł się na liście miliarderów magazynu Forbes, z majątkiem wynoszącym 1,5 miliarda USD. W styczniu 2017 roku Forbes ocenił majątek Newella na 4,1 mld USD, przyznając mu 134. miejsce na liście najbogatszych ludzi na świecie. W styczniu 2018 roku Forbes ocenił majątek Newella na 5,5 mld USD.